# Amazonrevet

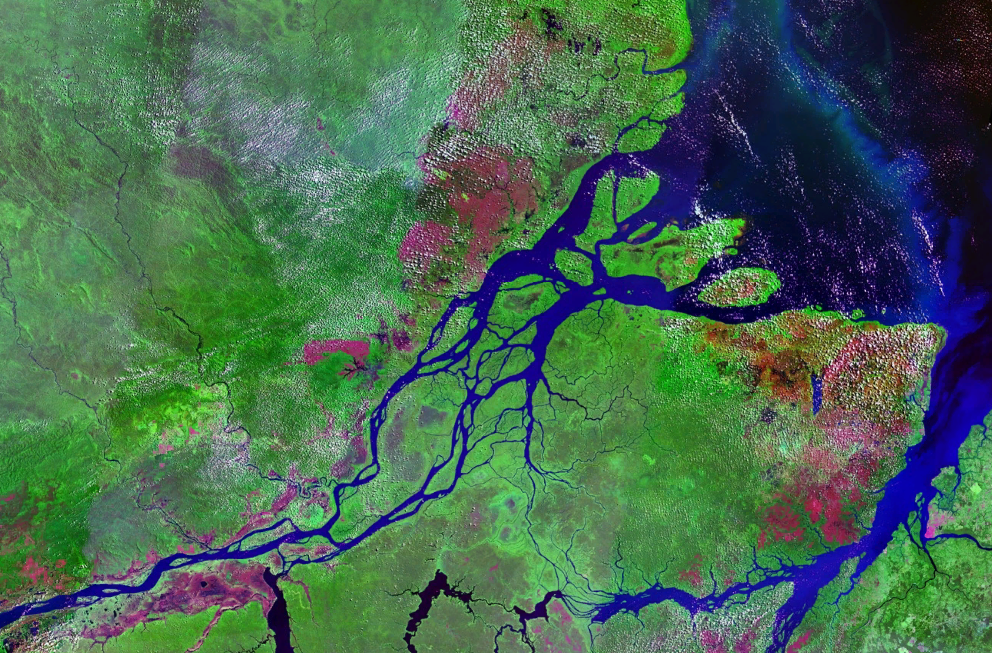
Satellitbild över Amazonflodens mynning.

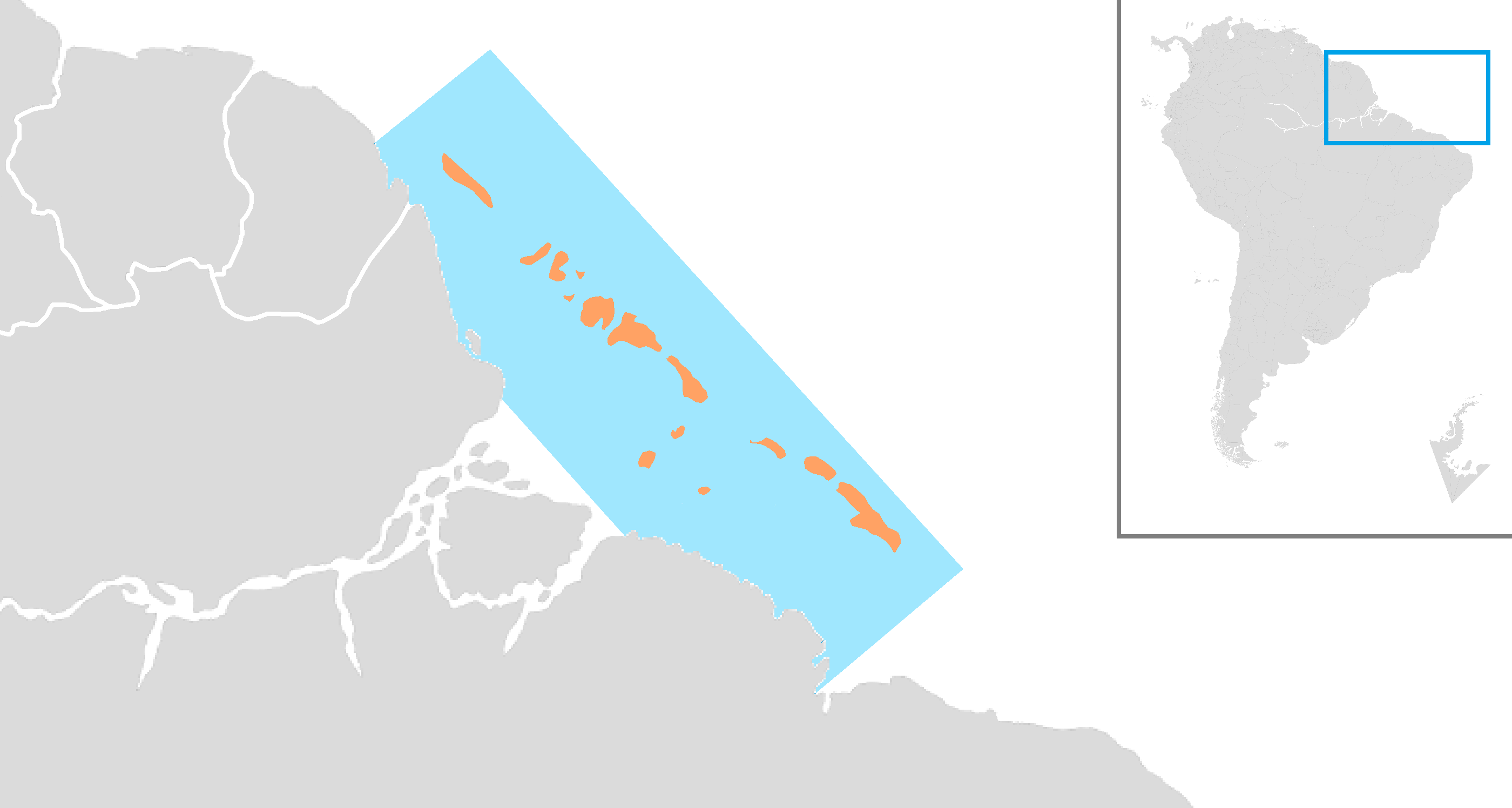
Amazonrevets läge.

Amazonrevet,  är ett omfattande korall- och svampdjursrev som ligger i Atlanten utanför Franska Guyanas kust och norra Brasilien. Det är ett av de största kända revsystemen i världen. Forskare uppskattar att dess längd är över 1 000 kilometer och dess yta mer än 9 300 km2. Offentliggörandet av dess upptäckt släpptes i april 2016, efter en oceanografisk studie av regionen år 2012. Bevis på en stor struktur nära Amazonflodens delta fanns redan på 1950-talet.

## Historik
På 1970-talet avslutade biologen Rodrigo Moura en studie om fiske på kontinentalsockeln och ville utöka sin forskning genom att hitta de rev där han fångade fisken.  När Moura lokaliserade fisken som han fångade runt Amazonrevet och i mynningen av Amazonfloden såg han detta som en indikation på att det måste finnas en biologisk mångfald därunder, eftersom fisken verkade vara korallrevsfisk.  Några decennier senare noterade en grupp studenter från University of Georgia att Mouras artikel inte innehöll GPS-koordinater och använde Mouras ljudvågor och prov på havsbotten för att hitta revet.  När de trodde att de hade hittat revet muddrade de botten för att bekräfta att detta var dess plats.  Processen för att hitta revet tog ungefär tre år innan ett officiellt meddelande gjordes om dess upptäckt. 
Amazonfloden innehåller ungefär 20 procent av världens färskvatten och Amazonrevet befinner sig vid mynningen av världens största flod.  På grund av detta har Amazonrevet mindre biologisk mångfald jämfört med andra rev i sitt slag.